# Phil Pietroniro
Phil Pietroniro (Montréal, 27 maggio 1994) è un hockeista su ghiaccio canadese naturalizzato italiano, milita come difensore nell'Hockey Club Kladno, squadra della Extraliga ceca, e nella Nazionale italiana.

## Biografia
Pietroniro proviene da una famiglia di hockeisti: il padre Marco giocò per diverse stagioni nel campionato italiano negli anni '90 e successivamente divenne allenatore; i fratelli Chad, Kris, Massimo e Matteo sono a loro volta giocatori di hockey su ghiaccio.

## Carriera

### Nazionale
In possesso del passaporto italiano e maturate due stagioni consecutive in una squadra di club italiana, necessarie per vestire la maglia azzurra, Pietroniro il 7 novembre 2018 esordì con il Blue Team all'Euro Ice Hockey Challenge di Budapest nel match inaugurale vinto 5-2 contro la Corea del Sud.
Nel 2021 partecipò ai Mondiali di Top Division in Lettonia. L'anno seguente disputò i Mondiali di Gruppo A di Helsinki, che si conclusero con la retrocessione degli Azzurri in Prima Divisione. Nell'incontro perso 6-1 contro il Canada, segnò la sua prima rete in una competizione iridata.
Nel 2023 prese parte ai Mondiali di Iª Divisione - Gruppo A di Nottingham. Sebbene il torneo terminò con un deludente terzo posto, Pietroniro, con 6 punti in 5 gare, risultò il difensore più prolifico assieme a Thomas Larkin.
L'anno successivo disputò i Mondiali di Iª Divisione - Gruppo A di Bolzano, che si conclusero nuovamente con il terzo posto.

## Palmarès

### Club
- Quebec Major Junior Hockey League: 1

Val-d'Or Foreurs: 2013-2014
- Alps Hockey League: 1

Asiago: 2017-2018
- Campionato italiano: 1

Asiago: 2019-2020

### Individuale
- Giocatore con più minuti di penalità della Serie A: 1

2018-2019 (6 minuti)
- Maggior numero di assist per un difensore della Serie A: 1

2018-2019 (2 assist)
- Maggior numero di reti per un difensore della Serie A: 1

2019-2020 (1 rete)
- Maggior numero di punti per un difensore della Alps Hockey League: 1

2020-2021 (52 punti)
- Maggior numero di punti per un difensore del Campionato mondiale di hockey su ghiaccio - Prima Divisione Gruppo A: 1

Gran Bretagna 2023 (6 punti)
- Maggior numero di reti per un difensore del Campionato mondiale di hockey su ghiaccio - Prima Divisione Gruppo A: 1

Italia 2024 (1 rete)